# Hamden (Connecticut)
Hamden város az USA Connecticut államában, New Haven megyében. Lakosainak száma 61 169 fő (2020. április 1.).

## Népesség
A település népességének változása:

| 2010 | 60 960 |
| 2020 | 61 169 |